# Grand Prix Cycliste de Montréal 2013
Il Grand Prix Cycliste de Montréal 2013, quarta edizione della corsa, valido come ventiseiesimo evento dell'UCI World Tour 2013, si svolse il 15 settembre 2013 su un percorso totale di 205,7 km. Fu vinto dallo slovacco Peter Sagan, che terminò la gara in 5h20'07" alla media di 38,55 km/h.
Alla partenza erano presenti 164 ciclisti dei quali 96 portarono a termine la gara.

## Squadre e corridori partecipanti
| N.      | Cod. | Squadra                 |
| ------- | ---- | ----------------------- |
| 1-8     | SKY  | Sky Procycling          |
| 11-18   | CAN  | Cannondale Pro Cycling  |
| 21-28   | GRS  | Garmin-Sharp            |
| 31-38   | TST  | Team Saxo-Tinkoff       |
| 41-48   | MOV  | Movistar Team           |
| 51-58   | KAT  | Katusha Team            |
| 61-68   | OPQ  | Omega Pharma-Quickstep  |
| 71-78   | AST  | Astana Pro Team         |
| 81-88   | RLT  | RadioShack-Leopard      |
| 91-98   | BEL  | Belkin Pro Cycling Team |
| 101-108 | ALM  | AG2R La Mondiale        |

| N.      | Cod. | Squadra            |
| ------- | ---- | ------------------ |
| 111-118 | BMC  | BMC Racing Team    |
| 121-128 | OGE  | Orica-GreenEDGE    |
| 131-138 | LAM  | Lampre-Merida      |
| 141-148 | EUS  | Euskaltel-Euskadi  |
| 151-158 | ARG  | Team Argos-Shimano |
| 161-168 | FDJ  | FDJ.fr             |
| 171-178 | LTB  | Lotto-Belisol Team |
| 181-188 | VCD  | Vacansoleil-DCM    |
| 191-198 | EUC  | Team Europcar      |
| 201-208 | CAN  | Canada             |

## Ordine d'arrivo (Top 10)
| Pos. | Corridore            | Squadra       | Tempo    |
| ---- | -------------------- | ------------- | -------- |
| 1    | Peter Sagan          | Cannondale    | 5h20'07" |
| 2    | Simone Ponzi         | Astana        | a 4"     |
| 3    | Ryder Hesjedal       | Garmin-Sharp  | s.t.     |
| 4    | Greg Van Avermaet    | BMC Racing    | a 7"     |
| 5    | Filippo Pozzato      | Lampre-Merida | s.t.     |
| 6    | Rui Costa            | Movistar Team | s.t.     |
| 7    | Enrico Gasparotto    | Astana        | s.t.     |
| 8    | Lars Petter Nordhaug | Belkin        | a 9"     |
| 9    | Jon Izagirre         | Euskaltel     | s.t.     |
| 10   | Jan Bakelants        | RadioShack    | s.t.     |